# Centroclisis media
Centroclisis media is een insect uit de familie van de mierenleeuwen (Myrmeleontidae), die tot de orde netvleugeligen (Neuroptera) behoort. 
Centroclisis media is voor het eerst wetenschappelijk beschreven door Navás in 1932.